# Апиуна
Апиуна (порт. Apiúna) — муниципалитет в Бразилии, входит в штат Санта-Катарина. Составная часть мезорегиона Вали-ду-Итажаи. Входит в экономико-статистический микрорегион Блуменау. Население составляет 9103 человека (2006). Занимает площадь 493,529 км². Плотность населения — 18,4 чел./км².

## История
Город основан 4 января 1988 года.

## Статистика
- Валовой внутренний продукт составляет 110 194 700,00 реалов (данные: Бразильский институт географии и статистики, на 2003 год).
- Валовой внутренний продукт на душу населения составляет 12 471,11 реалов (данные: Бразильский институт географии и статистики, на 2003 год).
- Индекс развития человеческого потенциала составляет 0,768 (данные: Программа развития ООН, на 2000 год).

## География
Климат местности: умеренный.